# Aimelda Ndiffo
Aimelda Ndiffo (ur. 2001) – kameruńska zapaśniczka walcząca w stylu wolnym. Brązowa medalistka mistrzostw Afryki w 2024 roku.